# Villa de Saint-Laurent-d'Agny
 (avril 2025).
Si vous disposez d'ouvrages ou d'articles de référence ou si vous connaissez des sites web de qualité traitant du thème abordé ici, merci de compléter l'article en donnant les références utiles à sa vérifiabilité et en les liant à la section « Notes et références ».
 (avril 2025).
La villa de Saint-Laurent-d’Agny est une villa d’époque romaine et médiévale (Ier siècle av. J.-C. - Xe siècle) située au lieu-dit Goiffieux ou Goiffy sur la commune de Saint-Laurent-d'Agny dans le Rhône, fouillée entre 2008 et 2011 sous l’égide de l’Université Lumière Lyon 2.
Le site est surtout connu pour ses installations viti- et vinicoles, qui comptent parmi les plus anciennes de Gaule romaine, ainsi que pour son architecture prestigieuse (péristyle, bassins monumentaux, bains privés) et la richesse de son ornementation (bassins, mosaïque, peintures murales). Située sur le territoire de la colonie de Lugdunum, elle est précédée d’une ferme gauloise et donnera naissance, au haut Moyen Âge, à un lieu de culte paléochrétien associé à une petite nécropole.

## Historique des recherches

### Identification du site et découvertes anciennes
Le site de Goiffieux ou de Goiffy à Saint-Laurent-d'Agny est connu depuis des décennies par les érudits locaux et les villageois, qui y ont fait de nombreuses découvertes et ramassé du mobilier lors de travaux agricoles. En 1868, A. Vachez, identifie la « Villa Gofiacus » au chef-lieu de l'Ager Gofiacensis, un des plus grands agri du Lyonnais qui comprend les dix communes actuelles du canton de Mornant. La villa est mentionnée pour la première fois dans une charte de l'an 955 du Cartulaire de Savigny et attesté par la suite sous diverses variantes comme Vofiacus, Goiffy ou Goiffieux. Il émet l’hypothèse selon laquelle le système de subdivision des pagi et agri est aussi ancien que l'existence des pagi eux-mêmes et remonte à l’existence de grands domaines (latifundia) occupés à la fin de l’Antiquité. À l’appui de cette hypothèse, il fait état des « découvertes de débris de tuiles et de poteries romaines faites récemment à Goiffieux près de Saint-Laurent. ».
Le site est référencé, à l’occasion de découvertes fortuites effectuées dans le courant du XXe siècle (céramiques, marbres, tuiles, monnaies, etc), dans la Carte Archéologique du Service Régional d'Archéologie et la Carte Archéologique de la Gaule, volume 69/1, paru en 2006.
Des ramassages de surface réguliers, réalisés dans les années 1970-2007 par une habitante du village de Saint-Laurent-d’Agny, Marie-Christine Peronnet, attirent l’attention des universitaires qui s’investissent sur ce gisement à partir de 2008.

### Sondages et prospections (2008)
Une première campagne de sondages et de prospections par méthode de résistivité électrique ARP ((c) Geocarta) est menée en 2008 sous la direction de Matthieu Poux, professeur d’archéologie à l’université Lumière Lyon 2. Elle met en évidence le plan d’une exploitation de plus de deux hectares de superficie, qui s’étend de part et d’autre de la route actuelle. Quelques sondages limités mettent au jour les vestiges de constructions et des mobiliers archéologiques datés du Ier siècle avant notre ère au IVe siècle, confirmant l’existence d’une villa installée à l’époque de la fondation de Lugdunum, à l’emplacement d’une ferme gauloise antérieure à la conquête romaine.

### Campagnes de fouilles 2009-2011
Des fouilles de plus grande ampleur mises en œuvre l’année suivante, dans le cadre d’un chantier-école de l’université Lumière Lyon 2, révèlent la présence d’au moins quatre états d’occupation successifs.
Le plus ancien correspond à un grand établissement indigène et daté des Ier et IIe siècles avant notre ère. Délimité par un fossé d’enclos suivi sur plus de trente mètres et associé à des vestiges de bâtiments sur poteaux porteurs, il se caractérise à la fois par son étendue et par une certaine richesse. En témoignent la mise en œuvre, pour la couverture des bâtiments, de tuiles en terre cuite, ainsi que l’abondance des amphores vinaires et des céramiques à vernis noir importées d’Italie.
Cette ferme gauloise est recouverte par une première villa coloniale en terre et bois, construite peu après le milieu du Ier siècle avant notre ère, à la fin des années 40 ou dans les années 30 av. J.-C. Elle s’organise déjà autour d’une grande cour pourvue d’un puits d’eau potable, bordée sur au moins un côté par des constructions légères abritant des foyers artisanaux et formant un embryon de pars rustica. Le bâtiment principal est entièrement construit en terre et en bois. Ses murs en brique d’adobe, fondés sur des sablières basses reposant sur de profonds solins de pierre liés à l’argile, sont associés à des sols en terre battue, à des foyers culinaires, à une couverture en tuiles et à deux portiques de façade dotés d’un plancher.
Au nord-est de la villa, un vignoble romain daté des origines de la villa et de la colonie de Lugdunum (40-20 av. notre ère) se signale en 2008 par les empreintes laissées dans le sol par les racines et les tuteurs en bois. Des pollens témoignent d’une technique inédite d’élevage de la vigne sur des pergolas « à la mode italienne », importée par les colons romains. En 2009, la fouille de l’angle nord-est de la villa, permet la découverte d’un pressoir en bois destiné au pressurage du raisin. Matérialisé par des empreintes de poutres en bois et une cuve maçonnée, il compte parmi les tout premiers témoignages d’une production vinicole dans la région lyonnaise et dans les Trois Gaules (Lyonnaise, Belgique et Aquitaine).
À cette première villa rustique succède un vaste palais rural organisé autour d’une grande cour à colonnades (péristyle), conçu à la mode italienne. Construit à la fin du règne d’Auguste et occupé au Ier siècle, son état de conservation est exceptionnel, avec ses bassins d’agrément, ses canalisations, ses thermes et ses décors somptueux (bains privés, mosaïques et peintures murales). En 2010, des bains privés (balneum) sont mis au jour dans l’aile nord de la villa, comprenant des bassins d’eau froide, chaude et tiède, chauffés par le sol (hypocauste), décorés de mosaïques et de riches peintures datées du début du Ier siècle de notre ère. Ils sont associés à deux grands bassins natatoires (natatio) situés dans une sorte d’avant-cour plantée d’arbres, dont le plus grand, découvert en 2011, mesure plus de 13 m de long. La façade sud de la villa est longée par un grand bassin d’agrément mesurant plus de 58 mètres (200 pieds romains), associé à un portique qui permettait de déambuler face au paysage, à l’abri des intempéries.
La fouille 2009 a livré un carreau de mosaïque pratiquement intact de 1,20 m de côté représentant Bacchus, dieu du vin, entouré de silènes et de bacchantes figurées sous la forme de masques de théâtre. Très originale par ses motifs et sa technique, elle constitue l’un des tout premiers témoignages de l’utilisation de la couleur par les mosaïstes en Gaule romaine au début du Ier siècle de notre ère. Cette pièce de mosaïque qui était en attente de restauration au musée gallo-romain de Saint-Romain-en-Gal a été remise par la direction du Musée à la propriétaire du terrain où la pièce avait été découverte par l'équipe d'archéologues du professeur Matthieu Poux alors que la pièce de Mosaïque est la propriété de la commune de Saint-André-d'Agny[Passage problématique] selon la loi.
Victime d’un incendie qui la dévaste entièrement dans les années 60-70 de notre ère, la villa est reconstruite dans les décennies suivantes et reconvertie en domaine de production. Son angle nord-est abrite une installation vinicole de plus grande ampleur, qui compte parmi les plus vastes et les mieux conservées de Gaule. Un petit édifice de bains, construit au nord de la villa, succède à celui de l’état précédent.
Aux IVe et Ve siècles de notre ère, seule une partie de la villa, principalement son angle nord-est, demeure occupée sous la forme de quelques constructions sur solins en pierre sèche et poteaux plantés. Elles sont adossées aux constructions de la villa encore conservées dans son angle nord-est et associées à quelques fours domestiques.
L’édifice balnéaire est reconverti, à la fin de l’Antiquité ou au début du Moyen Âge, en lieu de culte privé (oratoire, oratorium), signalé par l’ajout d’une abside sur sa façade nord et une nécropole d’époque mérovingienne installée dans le bâtiment et à ses alentours. La datation des restes humains par radiocarbone et du mobilier (agrafes de linceul) donne une datation des VIIe et VIIIe siècles.
Le site accueille une dernière occupation à l’époque médiévale, signalée par quelques poteaux et un silo datés des IXe et XIe siècles, époque au cours de laquelle la Villa Gofiacus (Ager Gofiacensis) est mentionnée dans le cartulaire de Savigny.
(consultable ici)

## Documentaires
- Le vin des terres lyonnaises 20 siècles de vignes au bord du Rhône, docufiction inspiré de la fouille de la villa romaine de Saint-Laurent-d'Agny, un film de David Geoffroy, 52 min, AMC2 Productions & Court-jus Production, 2013
- Marie-Christine Peronnet, récolteuse d'Histoire, documentaire sur une personnalité locale qui participa à la découverte du site, un film de David Geoffroy, 25 min, 2014